# Сергієвське сільське поселення (Хабаровський район)
Сергі́євське сільське поселення (рос. Сергеевское сельское поселение) — сільське поселення у складі Хабаровського району Хабаровського краю Росії.
Адміністративний центр — село Сергієвка.

## Населення
Населення сільського поселення становить 4434 особи (2019; 4045 у 2010, 4653 у 2002).

## Склад
До складу сільського поселення входять:
| Населений пункт | Населення, осіб (2002) | Населення, осіб (2010) |
| --------------- | ---------------------- | ---------------------- |
| Калинка, село   | 2756                   | 2216                   |
| Сергієвка, село | 1897                   | 1829                   |